# Trofeo Gobernador de la Provincia de Santa Fe
El Trofeo Gobernador de la Provincia fue una competición de carácter amistoso organizada por la Asociación Rosarina de Fútbol y la Liga Santafesina de Fútbol.
Esta copa, al igual que la Copa de Oro de Campeones, fue disputada antes de la creación de la Federación Santafesina de Fútbol, por lo que es considerada antecesora de la extinta Copa Campeón de Campeones, la Copa Federación y la Copa Santa Fe.
Dicha competición era puesta en juego entre los campeones de primera división de las mencionadas ligas y se jugaba a un solo encuentro. Al club ganador se le otorgaba el trofeo donado por el (en ese entonces) gobernador de la provincia Luciano Molinas. Al enfrentar a los equipos más fuertes de la época, fue el primer torneo en definir a un «Campeón Provincial».

## Historia
Tanto la Asociación Rosarina de Fútbol como la Liga Santafesina de Fútbol comenzaron a organizar torneos profesionales en el año 1931. En dicho año hubo un primer enfrentamiento entre sus respectivos campeones, en el cual Newell's Old Boys de Rosario igualó 2-2 ante Gimnasia y Esgrima de Santa Fe.
Al año siguiente, Central Córdoba de Rosario sería el primer club en adjudicarse el Trofeo del Gobernador tras vencer a Unión de Santa Fe, logro que repitió en el año 1936. Newell's Old Boys fue el equipo más ganador del certamen gracias a sus tres consagraciones consecutivas entre 1933 y 1935, mientras que su clásico Rosario Central se quedaría con las  ediciones de 1937 y 1938.
Tras la afiliación de los equipos más importantes de la provincia a la Asociación del Fútbol Argentino, el torneo dejó de disputarse.

## Ediciones

### Trofeo Gobernador de la Provincia
| Edición | Campeón                                       | Resultados finales | Subcampeón                                     | Ref.   |
| ------- | --------------------------------------------- | ------------------ | ---------------------------------------------- | ------ |
| 1931    | Newell's Old Boys Asociación Rosarina         | 2:2 (NO OFICIAL)   | Gimnasia y Esgrima (Santa Fe) Liga Santafesina | [ 8 ]  |
| 1932    | Central Córdoba (Rosario) Asociación Rosarina | 1:0                | Unión (Santa Fe) Liga Santafesina              | [ 2 ]  |
| 1933    | Newell's Old Boys Asociación Rosarina         | 2:0                | Gimnasia y Esgrima Liga Santafesina            | [ 4 ]  |
| 1934    | Newell's Old Boys Asociación Rosarina         | 2:0                | Unión Liga Santafesina                         | [ 5 ]  |
| 1935    | Newell's Old Boys Asociación Rosarina         | 5:1                | Unión Liga Santafesina                         | [ 9 ]  |
| 1936    | Central Córdoba Asociación Rosarina           | 2:1                | Unión Liga Santafesina                         | [ 3 ]  |
| 1937    | Rosario Central Asociación Rosarina           | 4:1                | Colón (Santa Fe) Liga Santafesina              | [ 6 ]  |
| 1938    | Rosario Central Asociación Rosarina           | 3:0                | Unión Liga Santafesina                         | [ 7 ]  |
| 1940    | Newell's Old Boys II Asociación Rosarina      | 5:2 (NO OFICIAL)   | Unión Liga Santafesina                         |        |
| 1941    | Newell's Old Boys II Asociación Rosarina      | -                  | Sportivo Candioti Liga Santafesina             | [ 11 ] |

Notas
1. ↑  Partido no oficial en el cual no estuvo en disputa dicho trofeo, pero que sirvió como hincapié para la disputa del torneo.
2. ↑  Debido a que no llegaron a un acuerdo entre clubes, para la disputa del trofeo el torneo no fue disputado. Sin embargo, el 15/2/1941 se enfrentaron el equipo liguista de Newell's contra Unión, triunfando los rosarinos
3. ↑  El partido no fue jugado en su lugar, se jugó uno entre Newell's y el seleccionado de Liga Santafesina, jugado el 23 de noviembre con triunfo de Newell's por dos a cero con goles de René Pontoni

## Palmarés
| Equipo                        | Títulos | Subcampeón | Años campeón     | Años subcampeón              |
| ----------------------------- | ------- | ---------- | ---------------- | ---------------------------- |
| Newell's Old Boys             | 3       | -          | 1933, 1934, 1935 |                              |
| Rosario Central               | 2       | -          | 1937, 1938       |                              |
| Central Córdoba (Rosario)     | 2       | -          | 1932, 1936       |                              |
| Unión (Santa Fe)              | -       | 5          |                  | 1932, 1934, 1935, 1936, 1938 |
| Colón (Santa Fe)              | -       | 1          |                  | 1937                         |
| Gimnasia y Esgrima (Santa Fe) | -       | 1          |                  | 1933                         |

### Títulos por liga regional
| Liga regional       | Títulos | Subcampeón | Equipos campeones                                                          |
| ------------------- | ------- | ---------- | -------------------------------------------------------------------------- |
| Asociación Rosarina | 7       | 0          | Newell's Old Boys (3), Rosario Central (2) y Central Córdoba (Rosario) (2) |
| Liga Santafesina    | 0       | 7          |                                                                            |